# Pseudomacrochiron pocilloporae
Pseudomacrochiron pocilloporae is een eenoogkreeftjessoort uit de familie van de Macrochironidae. De wetenschappelijke naam van de soort is voor het eerst geldig gepubliceerd in 2004 door Kim I.H..